# Grote Keer
De Grote Keer is een ommegang die jaarlijks plaatsvindt in de West-Vlaamse stad Mesen.

## Geschiedenis
De wortels van dit gebruik liggen mogelijk al in de voorchristelijke tijd. De eraan ten grondslag liggende christelijke legende stamt uit de tijd van Adela van Mesen (1009-1079) die de Abdij van Mesen stichtte. Nadat haar man, Boudewijn V van Vlaanderen, in 1067 overleed trok Adela zelf in de abdij. Deze gravin bezat een splinter van het Heilig Kruis en op een nacht kreeg zij een visioen waarin zij een vrouw zag die haar vroeg om een jaarlijkse ommegang met de relikwie te houden. Adela ging de kerk binnen en trof daar een rode draad welke zij op de knieën en ellebogen volgde. Haar volgelingen bewegwijzerden deze tocht en deze werd erkend door de paus, welke opdroeg om de tocht jaarlijks te houden op het feest van de Heilige Kruisverheffing (27 september) en gedurende acht dagen daarna.

## Heden
Nog steeds wordt de Grote Keer jaarlijks gehouden vanuit de Sint-Niklaaskerk, en wel van 14 t/m 22 september. De tocht van 6 km wordt te voet afgelegd. Ze gaat deels door de velden rondom Mesen, waartoe de betreffende boeren gedurende deze periode de weg door hun akkers vrijmaken.